# Saint-Gineys-en-Coiron
Saint-Gineys-en-Coiron, officiellement nommée Saint-Gineis-en-Coiron jusqu'en février 2020, est une commune française, située dans le département de l'Ardèche en région Auvergne-Rhône-Alpes.

## Géographie

### Situation et description
Saint-Gineys-en-Coiron est un petit village à l'aspect essentiellement rural, situé dans la partie méridionale de l'Ardèche entre Privas et Aubenas (canton de Berg-Helvie). La commune est rattachée à la communauté de communes Berg et Coiron.

### Communes limitrophes
Saint-Gineys-en-Coiron est limitrophe de cinq communes, toutes situées dans le département de l'Ardèche et réparties géographiquement de la manière suivante :

### Géologie et relief
Le territoire communal est situé dans la partie méridionale du plateau du Coiron qui forme un plateau basaltique s'étendant au Sud du Moyen-Vivarais.

### Climat
Pour des articles plus généraux, voir Climat d'Auvergne-Rhône-Alpes et Climat de l'Ardèche.
En 2010, le climat de la commune est de type climat méditerranéen altéré, selon une étude du CNRS s'appuyant sur une série de données couvrant la période 1971-2000. En 2020, Météo-France publie une typologie des climats de la France métropolitaine dans laquelle la commune est dans une zone de transition entre le climat de montagne et le climat méditerranéen et est dans la région climatique Provence, Languedoc-Roussillon, caractérisée par une pluviométrie faible en été, un très bon ensoleillement (2 600 h/an), un été chaud (21,5 °C), un air très sec en été, sec en toutes saisons, des vents forts (fréquence de 40 à 50 % de vents > 5 m/s) et peu de brouillards.
Pour la période 1971-2000, la température annuelle moyenne est de 10,3 °C, avec une amplitude thermique annuelle de 16,9 °C. Le cumul annuel moyen de précipitations est de 1 083 mm, avec 7,1 jours de précipitations en janvier et 4,9 jours en juillet. Pour la période 1991-2020, la température moyenne annuelle observée sur la station météorologique de Météo-France la plus proche, « Berzème Rad », sur la commune de Berzème à 3 km à vol d'oiseau, est de 11,7 °C et le cumul annuel moyen de précipitations est de 1 167,3 mm,. Pour l'avenir, les paramètres climatiques de la commune estimés pour 2050 selon différents scénarios d'émission de gaz à effet de serre sont consultables sur un site dédié publié par Météo-France en novembre 2022.

### Hydrographie
La Claduègne, affluent de l'Auzon, traverse le territoire de la commune.

### Voies de communication
Le territoire de la commune est traversé par la route départementale 7 (RD7).

## Urbanisme

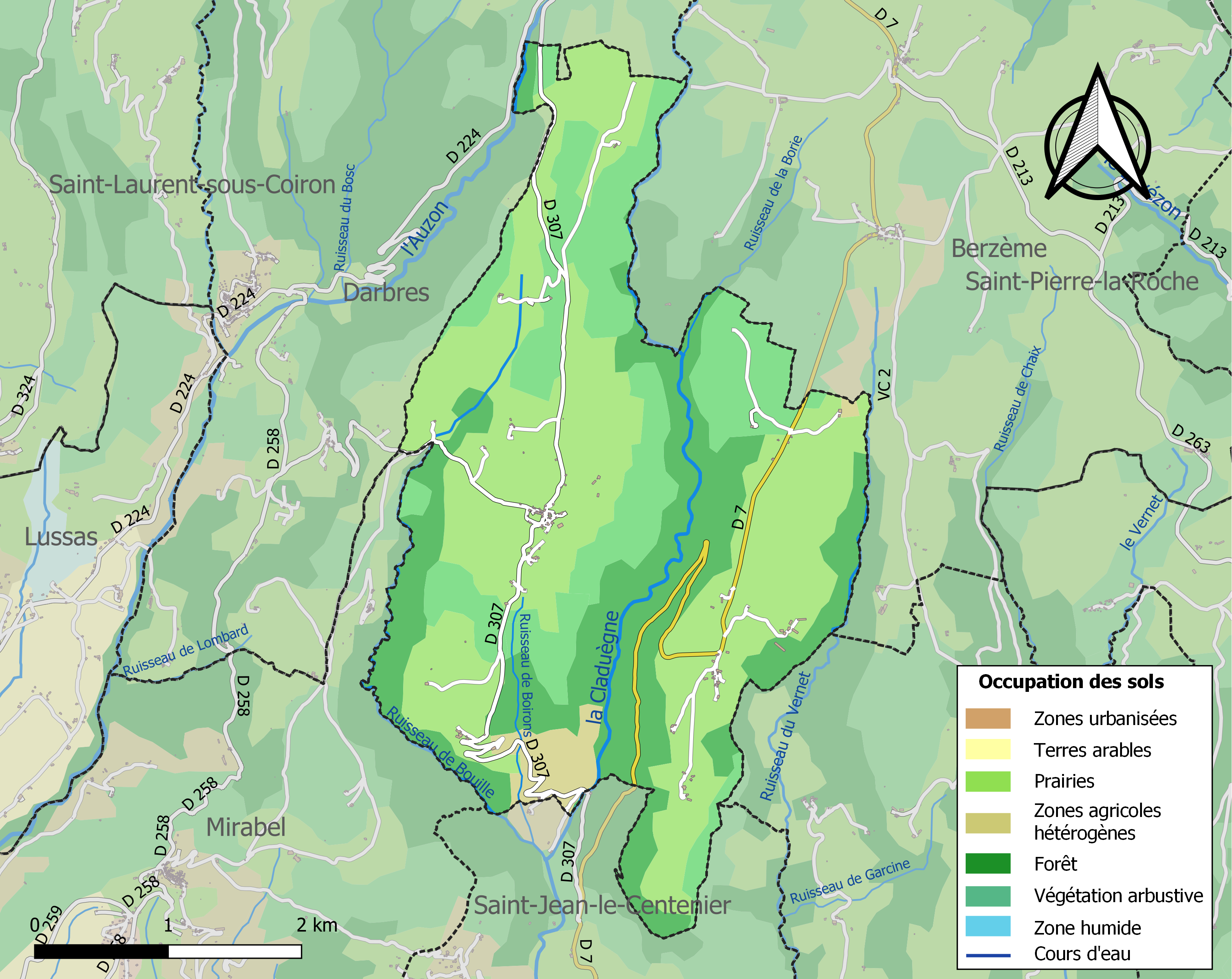
carte topographique

### Typologie
Au 1er janvier 2024, Saint-Gineys-en-Coiron est catégorisée commune rurale à habitat très dispersé, selon la nouvelle grille communale de densité à 7 niveaux définie par l'Insee en 2022.
Elle est située hors unité urbaine. Par ailleurs la commune fait partie de l'aire d'attraction d'Aubenas, dont elle est une commune de la couronne,. Cette aire, qui regroupe 68 communes, est catégorisée dans les aires de 50 000 à moins de 200 000 habitants,.

### Risques naturels

#### Risques sismiques
Selon son PLU, l'ensemble du territoire de la commune de Saint-Gineys-en-Coiron est situé en zone de sismicité no 3 (sur une échelle de 1 à 5), comme la plupart des communes situées dans la vallée du Rhône et la Basse Ardèche, mais non loin de la limite orientale de la zone no 2 qui correspond au plateau ardéchois.
| Type de zone | Niveau            | Définitions (bâtiment à risque normal) |
| ------------ | ----------------- | -------------------------------------- |
| Zone 3       | Sismicité modérée | accélération = 1,1 m/s2                |

### Hameaux
- les Beaumes
- la Blachette
- Champ Redon
- Lybra
- Bas Montbrun
- Haut Montbrun
- le Sengle Haut
- Seveyrac
- Schaffond
- Fudes

## Toponymie
Par un décret du 26 février 2020, la commune de Saint-Gineis-en-Coiron change de nom officiellement et devient Saint-Gineys-en-Coiron.

## Politique et administration

### Budget et fiscalité 2014
En 2014, le budget de la commune était constitué ainsi :
- total des produits de fonctionnement : 124 000 €, soit 1 107 € par habitant ;
- total des charges de fonctionnement : 66 000 €, soit 591 € par habitant ;
- total des ressources d’investissement : 40 000 €, soit 360 € par habitant ;
- total des emplois d’investissement : 200 000 €, soit 1 784 € par habitant.
- endettement : 15 000 €, soit 135 € par habitant.

Avec les taux de fiscalité suivants :
- taxe d’habitation : 14,34 % ;
- taxe foncière sur les propriétés bâties : 13,13 % ;
- taxe foncière sur les propriétés non bâties : 86,11 % ;
- taxe additionnelle à la taxe foncière sur les propriétés non bâties : 81,15 % ;
- cotisation foncière des entreprises : 19,56 %.

### Liste des maires
| Période                                  | Période                   | Identité               | Étiquette    | Qualité             |
| ---------------------------------------- | ------------------------- | ---------------------- | ------------ | ------------------- |
| Les données manquantes sont à compléter. |                           |                        |              |                     |
| mai 1945                                 | mars 1965                 | Victorin Mouton        | PCF          | Hôtelier            |
| mars 1965                                | mars 1983                 | Pierre Berne           | SFIO puis PS | Instituteur         |
| mars 1983                                | 1986 (démission)          | Jacky Crozier          | DVG          | Employé SNCF        |
| 1986                                     | juin 1995                 | Marcel Lacroix         |              | Ouvrier             |
| juin 1995                                | En cours (au 6 août 2020) | Jean-François Crozier, | DVD          | Exploitant agricole |

## Population et société

### Démographie
L'évolution du nombre d'habitants est connue à travers les recensements de la population effectués dans la commune depuis 1793. Pour les communes de moins de 10 000 habitants, une enquête de recensement portant sur toute la population est réalisée tous les cinq ans, les populations de référence des années intermédiaires étant quant à elles estimées par interpolation ou extrapolation. Pour la commune, le premier recensement exhaustif entrant dans le cadre du nouveau dispositif a été réalisé en 2008.

En 2022, la commune comptait 119 habitants, en évolution de +4,39 % par rapport à 2016 (Ardèche : +2,48 %, France hors Mayotte : +2,11 %).
| 1793 | 1800 | 1806 | 1821 | 1831 | 1836 | 1841 | 1846 | 1851 |
| ---- | ---- | ---- | ---- | ---- | ---- | ---- | ---- | ---- |
| 266  | 145  | 154  | 175  | 204  | 206  | 239  | 210  | 195  |

| 1856 | 1861 | 1866 | 1872 | 1876 | 1881 | 1886 | 1891 | 1896 |
| ---- | ---- | ---- | ---- | ---- | ---- | ---- | ---- | ---- |
| 192  | 406  | 378  | 346  | 355  | 373  | 385  | 350  | 343  |

| 1901 | 1906 | 1911 | 1921 | 1926 | 1931 | 1936 | 1946 | 1954 |
| ---- | ---- | ---- | ---- | ---- | ---- | ---- | ---- | ---- |
| 329  | 324  | 319  | 240  | 222  | 200  | 186  | 184  | 141  |

| 1962 | 1968 | 1975 | 1982 | 1990 | 1999 | 2006 | 2008 | 2013 |
| ---- | ---- | ---- | ---- | ---- | ---- | ---- | ---- | ---- |
| 139  | 121  | 101  | 78   | 70   | 96   | 97   | 97   | 112  |

| 2018 | 2022 | - | - | - | - | - | - | - |
| ---- | ---- | - | - | - | - | - | - | - |
| 115  | 119  | - | - | - | - | - | - | - |

### Enseignement
La commune est rattachée à l'académie de Grenoble.

### Médias
La commune est située dans la zone de distribution de deux organes de la presse écrite :
- L'Hebdo de l'Ardèche

Il s'agit d'un journal hebdomadaire français basé à Valence et couvrant l'actualité de tout le département de l'Ardèche.
- Le Dauphiné libéré

Il s'agit d'un journal quotidien de la presse écrite française régionale distribué dans la plupart des départements de l'ancienne région Rhône-Alpes, notamment l'Ardèche. La commune est située dans la zone d'édition de Privas-Aubenas-Vallée du Rhône.

### Cultes
L'église (propriété de la commune) et la communauté catholique de Saint-Gineys-en-Coiron sont rattachées à la paroisse catholique de « Sainte Marie de Berg et Coiron », elle-même rattachée au diocèse de Viviers.

## Culture et patrimoine

### Lieux et monuments

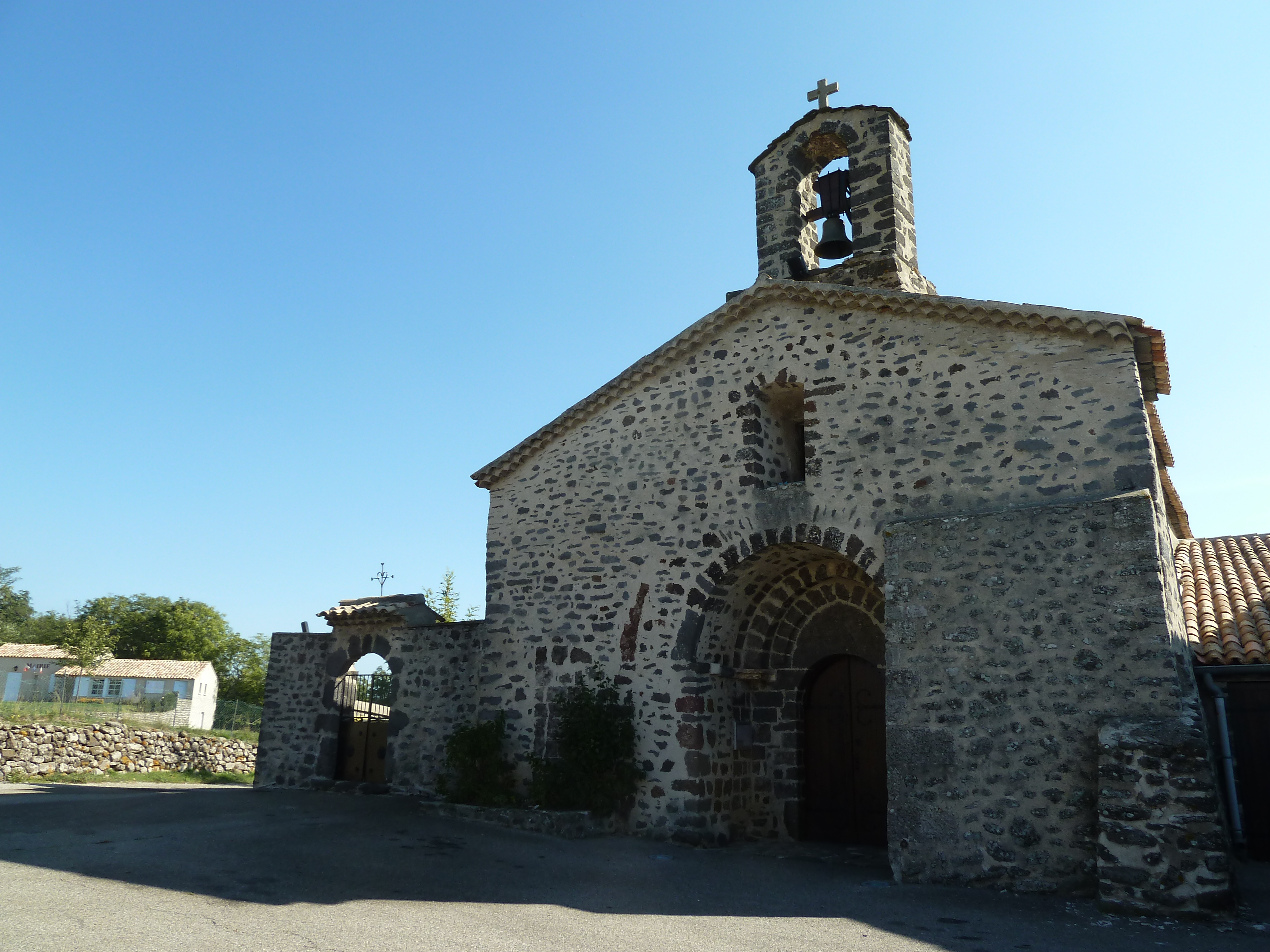
L'église romane du village.

- Le site des Balmes de Montbrun, grand village troglodytique creusé autour d'un château dans un ancien cratère volcanique[24].
- La chapelle troglodyte Sainte-Catherine Balmes de Montbrun[25].
- L'église Saint-Genest du XIIe siècle, inscrite sur l'inventaire supplémentaire des monuments historiques[26].
- Le monument aux morts[27].
- De nombreux sentiers[28] traversant les prairies et les forêts au milieu des élevages d'ovins, de bovins et de caprins.Balmes de MontbrunBalmes de Montbrun

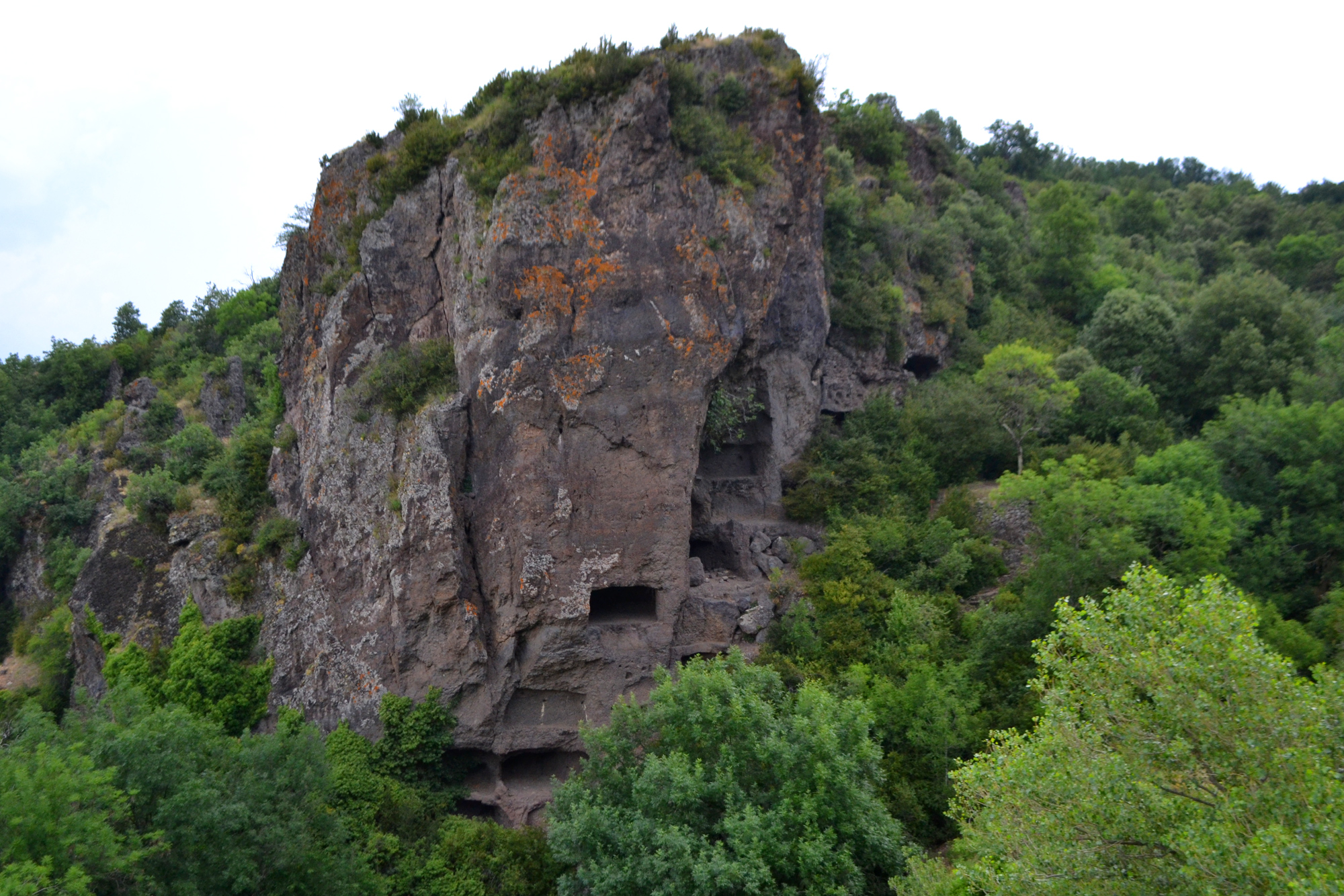
Balmes de Montbrun

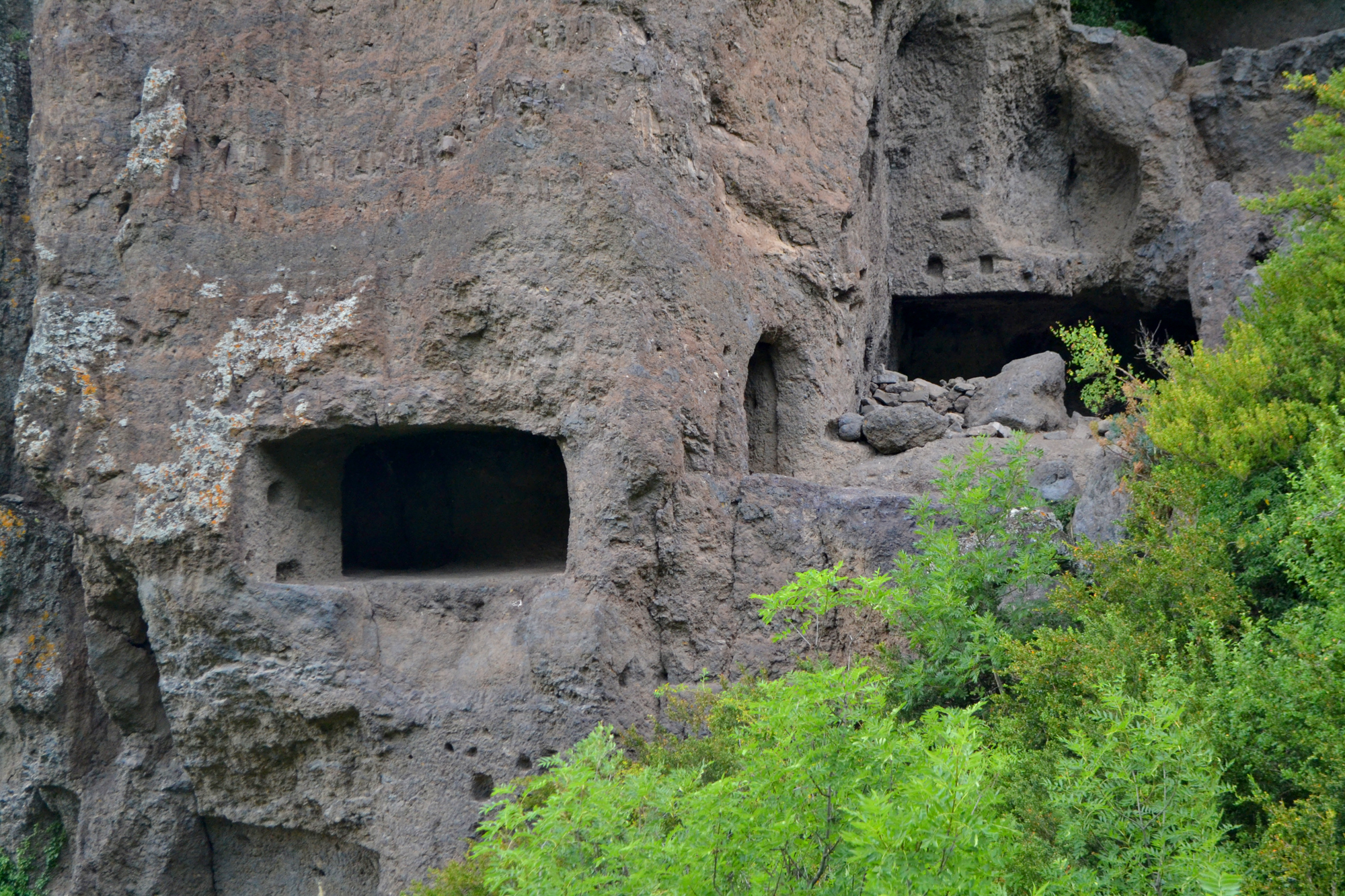
Balmes de Montbrun

### Héraldique
|  | Saint-Gineys-en-Coiron possède des armoiries dont l'origine et le blasonnement exact ne sont pas disponibles. |